# Stenomacrus laticollis
Stenomacrus laticollis är en stekelart som först beskrevs av Holmgren 1883.  Stenomacrus laticollis ingår i släktet Stenomacrus och familjen brokparasitsteklar. Arten är reproducerande i Sverige. Inga underarter finns listade i Catalogue of Life.